# Пам'ятки історії Демидівського району
У Демидівському районі Рівненської області нараховується 18 пам'яток історії.
| №  | Назва                                                                                  | Адреса            |
| -- | -------------------------------------------------------------------------------------- | ----------------- |
| 1  | Братська могила татарських полонянок                                                   | с. Боремель       |
| 2  | Братська могила радянських активістів                                                  | с. Боремель       |
| 3  | Пам'ятник радянським воїнам і воїнам-землякам                                          | с. Боремель       |
| 4  | Пам'ятник воїнам-односельчанам                                                         | с. Вербень        |
| 5  | Пам'ятник радянським воїнам, воїнам-землякам і жертвам фашизму                         | с. Вовковиї       |
| 6  | Пам'ятник воїнам-односельчанам                                                         | с. Глибока Долина |
| 7  | Братська могила радянських воїнів                                                      | смт Демидівка     |
| 8  | Пам'ятник воїнам-односельчанам                                                         | с. Золочівка      |
| 9  | Пам'ятник воїнам-односельчанам                                                         | с. Ільпибоки      |
| 10 | Братська могила радянських воїнів                                                      | с. Княгинине      |
| 11 | Пам'ятник воїнам-односельчанам і жертвам українських буржуазних націоналістів          | с. Княгинине      |
| 12 | Пам'ятник воїнам-односельчанам                                                         | с. Лішня          |
| 13 | Братська могила воїнів радянської армії і пам'ятник воїнам-односельчанам і жертвам УБН | с. Малеве         |
| 14 | Пам'ятник воїнам-односельчанам                                                         | с. Рогізне        |
| 15 | Пам'ятник воїнам-односельчанам                                                         | с. Рудка          |
| 16 | Пам'ятник воїнам-односельчанам                                                         | с. Хрінники       |
| 17 | Меморіальна дошка на честь поета В. Л. Поліщука                                        | с. Малеве         |
| 18 | Скульптура Ісуса Боремельського, що несе хрест                                         | с. Боремель       |